# Iris von Bredow
Iris von Bredow (* 28. Februar 1948 in Hannover; † 15. Oktober 2018) war eine deutsche Althistorikerin, Übersetzerin und Romanautorin.
Iris von Bredow studierte Alte Geschichte und Altphilologie in Sofia. Nach ihrer Promotion und Habilitation in Hethitologie arbeitete sie viele Jahre an der Bulgarischen Akademie der Wissenschaften und an der Universität Sofia. Sie war ab 1995 als Mitarbeiterin an der Volkshochschule Ludwigsburg tätig. Außerdem war sie Privatdozentin an den Universitäten Stuttgart, Frankfurt am Main und Heidelberg sowie als Übersetzerin tätig. Im Jahr 2007 veröffentlichte sie mit „Die zierliche Rhodope“ einen historischen Roman.

## Schriften
- Übersetzung: Krassimira Popova: Das bulgarische Theater. Sofia-Press, Sofia 1970.
- Übersetzung: Sneshana Blagoéva: Bulgarische Folklore-Schmuckstücke. Septemvri, Sofia 1977.
- Die altanatolischen Gottheiten nach den althethitischen Texten. Universitätsverlag St. Kliment Ohridski, Sofia 1995, ISBN 954-07-0553-3.
- Übersetzung: Kevin J. Corcoran: Spitzenleistungen im Verkauf. Die Erfolgsstrategien der Marktführer. Düsseldorf 1996, ISBN 3-430-11909-X.
- Die zierliche Rhodope. Ein Roman aus dem frühen Griechenland. Buch & Media, München 2007, ISBN 3-86520-238-1 (hergestellt on demand).
- Kontaktzone Vorderer Orient und Ägypten. Orte, Situationen und Bedingungen für primäre griechisch-orientalische Kontakte vom 10. bis zum 6. Jahrhundert v.Chr. Franz Steiner Verlag, Stuttgart, 2017. ISBN 978-3-515-11860-6.